# Éric Dumont-Baltet
Pour les articles homonymes, voir Éric Dumont, Dumont et Baltet.
Éric Dumont - ou Éric Dumont-Baltet - est un horticulteur et pépiniériste français, installé à Buchères près de Troyes (Aube).

## Biographie
Fils de Charles Dumont, pilote d’observation durant la Première Guerre mondiale, et arrière-petit-fils de l'horticulteur Charles Baltet, il est considéré comme un spécialiste du verger pour avoir conservé des variétés fruitières très anciennes et le savoir-faire qui leur est attaché depuis des siècles.
Pendant une dizaine d'années, Éric Dumont apprend aux côtés de son père avant de lui succéder en 1980, à la tête de la petite entreprise.
Sa société, Les Arbres Éric Dumont, commercialise plus de trois cents variétés déclinées, travaillées sous des formes différentes, notamment celles du XIXe siècle[réf. nécessaire]. La réputation de l’établissement est surtout basée sur la qualité des arbres produits en conversion biologique. La pépinière actuelle est la onzième plus vieille entreprise française transmise en ligne directe depuis le XVIIe siècle[réf. nécessaire].
Pépiniériste aux environs de Troyes à l’expertise reconnue par les Monuments historiques, il s’attache depuis une quarantaine d’années à sauvegarder les variétés anciennes et à développer l’art séculaire de la taille et de la mise en forme des arbres fruitiers.
En 2024, Eric Dumont crée Hortolib, un site de téléconsultation aux services des vergers d'amateurs, mais aussi à destination des métiers prescripteurs de vergers

## Publications
- Les Vergers à l’ancienne, Flammarion, 2004
- Les Bons Pommiers à planter, Castor et Pollux, 2008
- L'ABC de la greffe, Rustica, 2012
- Des Arbres Fruitiers Heureux, Larousse, 2019